# エレファント (1989年の映画)
『エレファント』（Elephant）は、1989年に公開されたイギリスの短編テレビ映画。アラン・クラーク監督、ダニー・ボイル製作。
北アイルランド紛争を題材としているが、セリフはほとんどなく、状況も明示されずに淡々と18件の殺人が描かれるのみである。歩く姿をカメラが後方から追いかけるフォロー・ショットを効果的に多用している。タイトルは北アイルランドの作家バーナード・マクラバティの「（北アイルランドに暮らすということは）象と同じ部屋に暮らすようなものだ」という言葉から取られている。なお、いくつかの資料は本作の脚本にマクラバティの名を挙げているが誤り。
2003年に製作されたガス・ヴァン・サント監督の同名の映画は本作からタイトルを取っている。ヴァン・サントはクラークが故人であったためボイルに問い合わせ了承を得た。フォロー・ショットを多用する点などが共通する。